# Amstel Gold Race 1987
De 22ste editie van de Amstel Gold Race vond plaats op 25 april 1987. Het parcours, met start in Heerlen en finish in Meerssen, had een lengte van 242 kilometer. Aan de start stonden 163 renners, waarvan 70 de finish bereikten.

## Uitslag
| rang | renner             | land                | tijd       |
| ---- | ------------------ | ------------------- | ---------- |
| 1    | Joop Zoetemelk     | Nederland           | 6u 12' 51" |
| 2    | Steven Rooks       | Nederland           | op 30"     |
| 3    | Malcolm Elliott    | Verenigd Koninkrijk | op 32"     |
| 4    | Teun van Vliet     | Nederland           | op 34"     |
| 5    | Bruno Cornillet    | Frankrijk           | op 40"     |
| 6    | Phil Anderson      | Australië           | op 1' 34"  |
| 7    | Eddy Planckaert    | België              | op 1' 37"  |
| 8    | Nico Verhoeven     | Nederland           | z.t.       |
| 9    | Adrie van der Poel | Nederland           | z.t.       |
| 10   | Theo de Rooij      | Nederland           | op 1' 41"  |

1966 · 1967 · 1968 · 1969 · 1970 · 1971 · 1972 · 1973 · 1974 · 1975 · 1976 · 1977 · 1978 · 1979 · 1980 · 1981 · 1982 · 1983 · 1984 · 1985 · 1986 · 1987 · 1988 · 1989 · 1990 · 1991 · 1992 · 1993 · 1994 · 1995 · 1996 · 1997 · 1998 · 1999 · 2000 · 2001 · 2002 · 2003 · 2004 · 2005 · 2006 · 2007 · 2008 · 2009 · 2010 · 2011 · 2012 · 2013 · 2014 · 2015 · 2016 · 2017 · 2018 · 2019 · 2020 · 2021 · 2022 · 2023 · 2024

Lijst van beklimmingen